# Banka Le'umi
Banka Le'umi (hebrejsky: בנק לאומי, Bank Le'umi, doslova Národní banka, anglicky: Bank Leumi) je izraelská banka.

## Dějiny

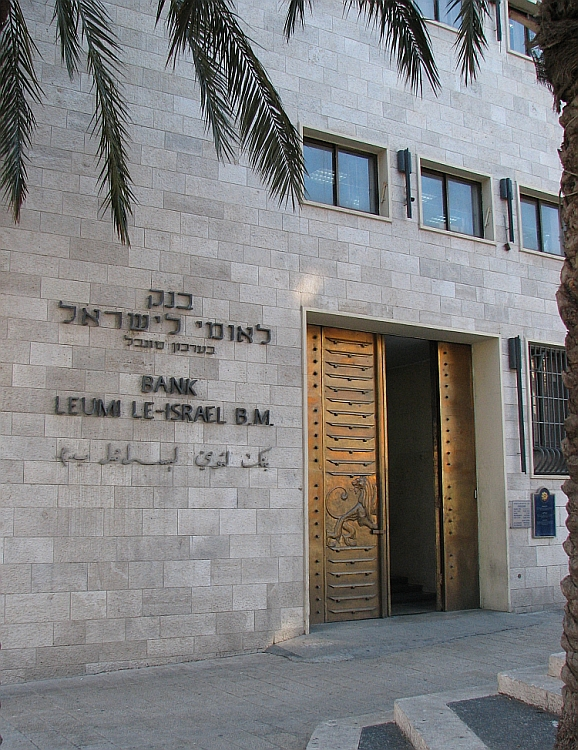
Budova banky Le'umi na třídě Derech Jafo v Jeruzalému

Banka vznikla v Londýně, původně jako Židovský vyrovnávací fond určený k nákupu pozemků pro židovskou kolonizaci Palestiny. Za jejím vznikem stála Světová sionistická organizace, která považovala vlastní bankovní instituce za jeden ze základů začínajícího sionistického osidlování Palestiny. U zrodu fondu stál předseda Světové sionistické organizace, Theodor Herzl a Zalman David Levontin, jeden z členů prvotní sionistické organizace Chovevej Cijon. Počáteční kapitál banky byl 50 000 liber. Prvním ředitelem banky byl Zalman David Levontin, předsedou správní rady David Wolffsohn.
Samotná banka byla založena 27. února 1902 jako Anglo-Eretz-Israel Company Ltd., resp. Anglo-Palestine Company. 2. srpna 1903 byla otevřena první pobočka banky v Jaffě. Turecké úřady se zpočátku snažily aktivity banky zastavit. V následující dekádě byla banka klíčovým poskytovatelem úvěrů pro stavební družstvo Achuzat bajit, které založilo poblíž Jaffy nové židovské předměstí, pozdější velkoměsto Tel Aviv. Otevřela další pobočky a podílela se na financování zemědělských osad. Během první světové války byla činnost ústavu ochromena tureckými represemi. Po válce a po vzniku britského mandátu byla přejmenována na Anglo-Palestine Bank a pokračovala v úvěrování židovského osidlování. Ve 30. letech 20. století financovala výstavbu Telavivského přístavu.
V roce 1948 byla banka pověřena úkolem zřídit měnový systém nově vzniklého státu Izrael. 16. srpna 1948 byla podepsána dohoda mezi vládou a bankou, na jejímž základě byla zavedena izraelská měna. Tisk bankovek probíhal v New Yorku. Banka měla ovšem stále své sídlo v Londýně. V roce 1950 proto byla založena banka Le'umi se sídlem v Tel Avivu, která 1. května 1951 převzala aktiva londýnské banky. V roce 1952 vydala novou sérii bankovek, nyní již nesoucích jméno státu Izrael. V roce 1954 vznikla banka Izraele (Bank of Israel) jako centrální banka. Banka Le'umi se pak soustředila na komerční finanční podnikání. Od roku 1971 jí patří Arab Israel Bank, jejíž služby využívají izraelští Arabové.

## Popis
Jde o nejstarší a největší izraelský finanční ústav. Má pět základních divizí: korporátní bankovnictví, komerční bankovnictví, mezinárodní a privátní bankovnictví, retailové bankovnictví a divizi kapitálových trhů. Je obchodována na Telavivské burze cenných papírů. Skupina The Leumi Group operuje v 18 zemích světa a má 338 poboček. Prezidentkou banky je Galia Ma'or.
Podle dat z roku 2010 byla Banka Le'umi největším bankovním ústavem v Izraeli podle výše celkových aktiv.